# Předměstí (Svojanov)

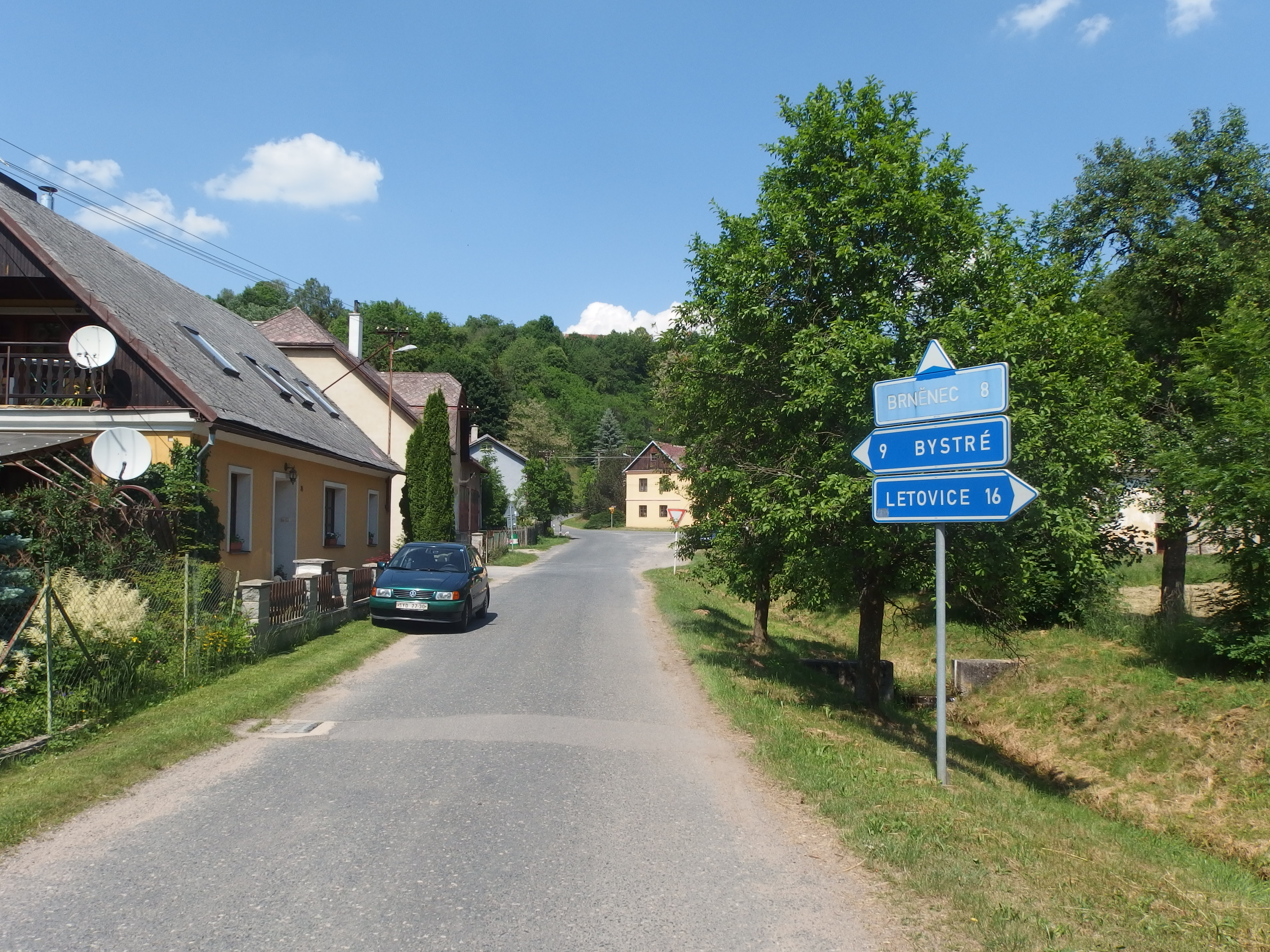
Ortszentrum

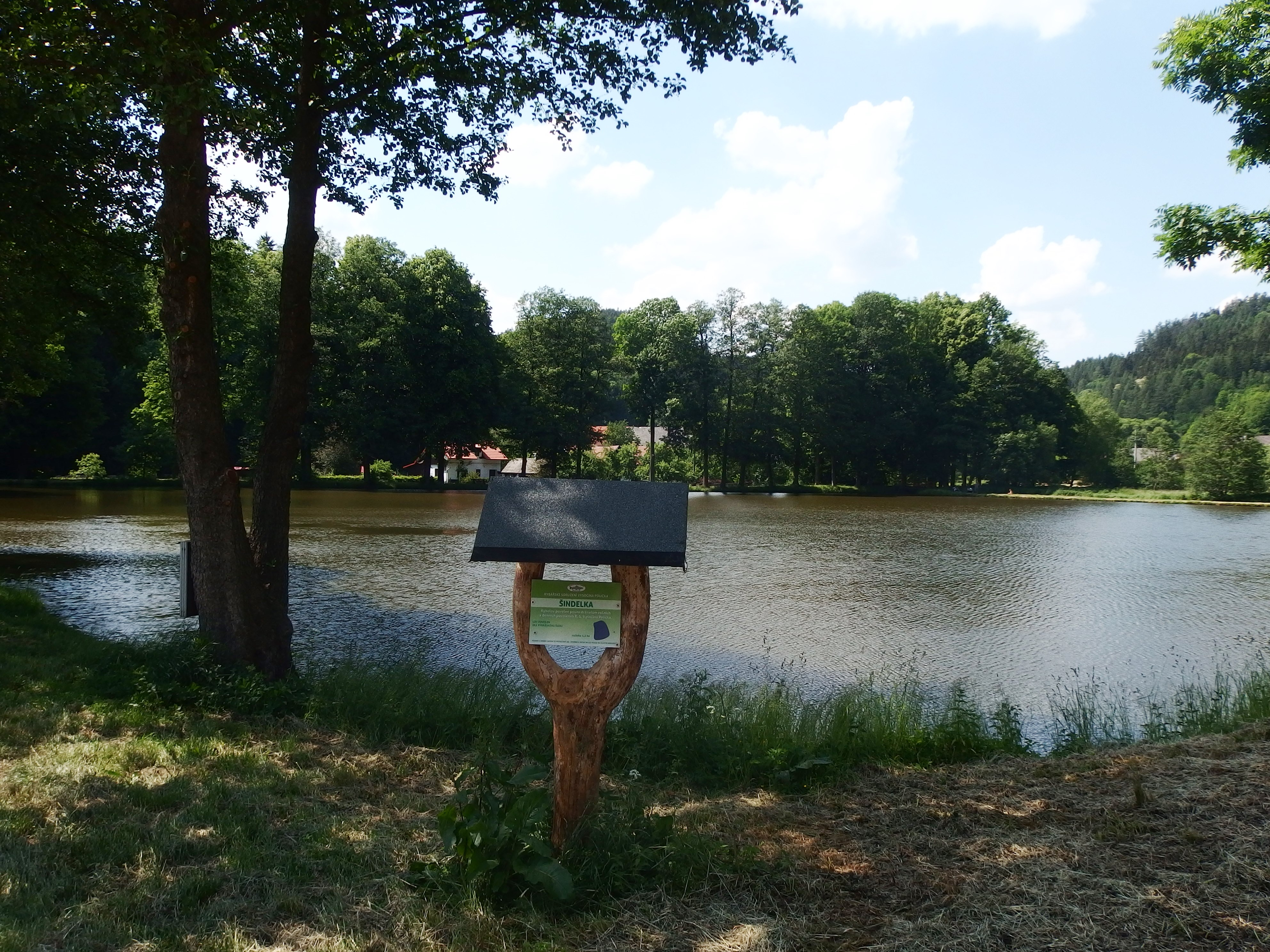
Teich Šindelka

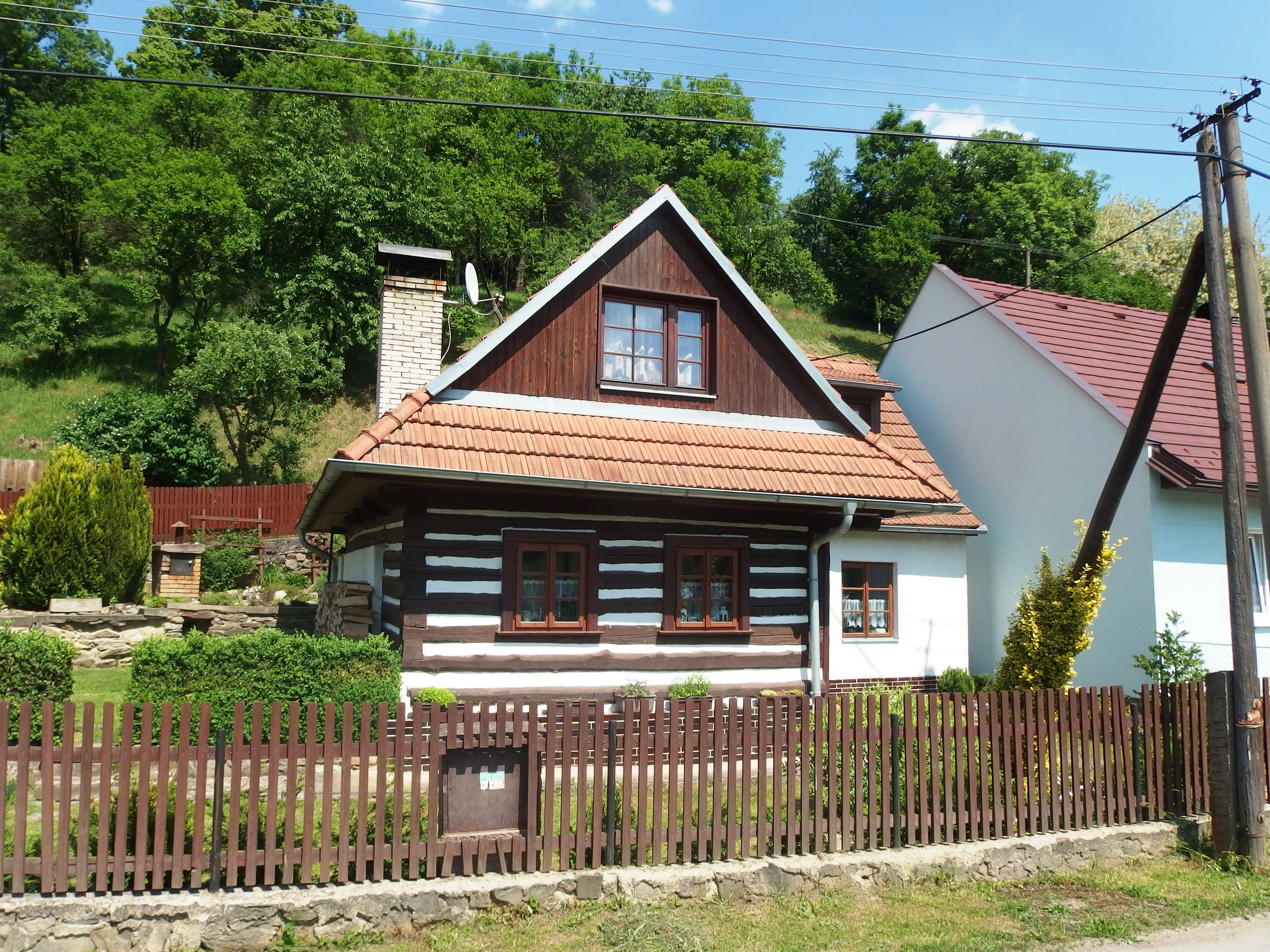
Haus Nr. 23

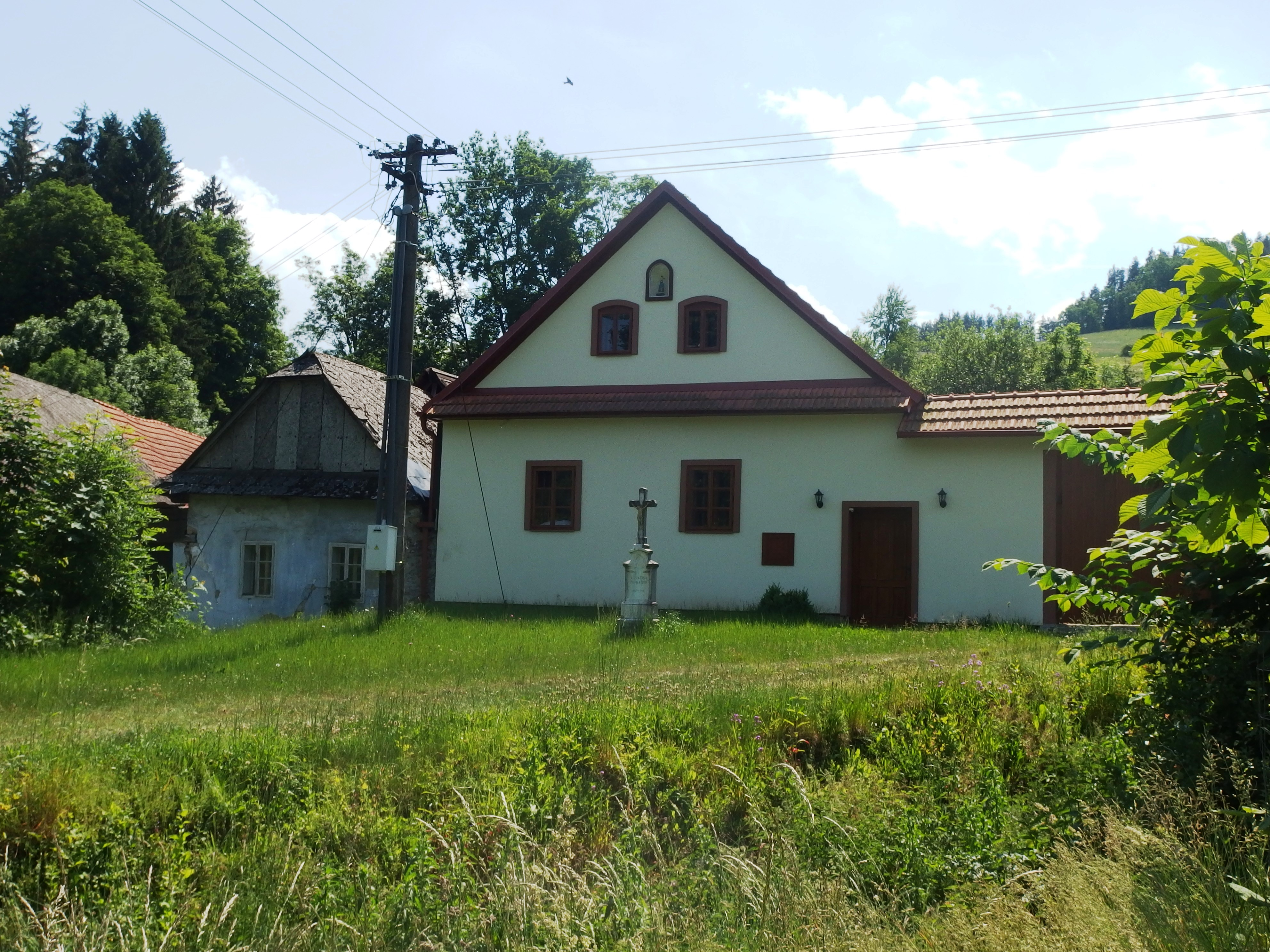
Haus Nr. 17 (Oberer Hof)

Předměstí (deutsch Przedmiesti, 1939–45 Vorstädtel) ist ein Ortsteil der Minderstadt Svojanov in Tschechien. Er liegt anderthalb Kilometer südöstlich von Svojanov und gehört zum Okres Svitavy.

## Geographie
Die Streusiedlung Předměstí erstreckt sich zwischen den Einmündungen der Bäche Starosvojanovský potok und Žlebský potok im Tal der Křetínka (Swojanower Bach). Předměstí befindet sich am Übergang zwischen der Hornosvratecká vrchovina (Bergland der oberen Swratka) und der Svitavská pahorkatina (Zwittauer Hügelland) auf dem Gebiet des Naturparks Údolí Křetínky. Im Ort liegt der Teich Šindelka. Nördlich erheben sich der Ke Korýtkům (586 m. n.m.) und der Pupek (622 m. n.m.), im Nordosten der Na Kříbu (514 m. n.m.), östlich die Vítějevské březinky (597 m. n.m.), im Südosten der U Salvátora (528 m. n.m.) und die  Benešova hora (533 m. n.m.), südlich der U Buku (596 m. n.m.), im Westen die K Magdaléně (596 m. n.m.) sowie nordwestlich der Na Horách (619 m. n.m.).  Durch den Ort führt die Staatsstraße II/364 zwischen Letovice und Svojanov.
Nachbarorte sind Skalský Dvůr und Korýtka im Norden, Starý Svojanov im Nordosten, Vítějeves im Osten, Studenec und Hutě im Südosten, Dolní Lhota, Kněževes und Trpín im Süden, Hlásnice im Westen sowie Hartmanice und Svojanov im Nordwesten.

## Geschichte
Předměstí wurde wahrscheinlich im 13. Jahrhundert im Zuge der weiteren Kolonisation der Güter der Königsburg Fürstenberg als Erweiterung des Suburbiums angelegt. Bei der 1287 in der Königsaaler Chronik erfolgten Ersterwähnung von Svojanov wurden nur die Burg, das Dorf (Starý Svojanov) und das Suburbium (Svojanov), das Předměstí lange zugerechnet wurde, genannt. Die erste schriftliche Erwähnung von Podmiestí erfolgte 1557, als sich nach dem Tod des Václav Žehušický von Nestajov auf Svojanov dessen zwei Söhne das Erbe teilten. Hertvík übernahm die Burg Svojanov, sein jüngerer Bruder Jan erhielt die Herrschaft Korouhev. Während Svojanov im 16. Jahrhundert Marktprivilegien erhielt, blieb Podmiestí eine vorgelagerte dörfliche Ansiedlung. In den Gerichtsbüchern der Herrschaft Svojanov sind seit 1565 auch die Namen von Bewohnern von Podmiestí überliefert; mit Brikcí Brychta wird 1596 auch der erste bekannte Schaffer des Unteren Hofes erwähnt. Im 18. Jahrhundert erfolgte die Trennung von Svojanov und Svojanov podměstí, auch die Kataster wurden in Höhe der Mündung des Starosvojanovský potok geteilt. Aus Svojanov podměstí entstand die neue Ortsgemeinde Předměstí mit eigenem Rychtář.
Bei der Einführung der Hausnummerierung im Jahre 1776 gab es in dem Dorf 11 Konskriptionsnummern. Die Nr. 1 erhielt die am Abzweig des alten Weges nach Studenec gelegene Richta, ursprünglich die Richta von Studenec. Die Nr. 4 bildete das Einzelgut Na kopci, um das sich nach späteren Teilungen die gleichnamige Rotte herausbildete. Der Besitzer des Gutes František Kopecký ließ anlässlich der Teilung zwischen seinen beiden Söhnen am Leichenweg von Studenec nach Starý Svojanov ein Bildnis des Salvator mundi für eine gute Verträglichkeit zwischen den beiden Brüdern anbringen, das seinem Zweck verfehlte: beide Familienzweige lebten über Generationen in stetigem Unfrieden nebeneinander.
Die Bewohner des Dorfes ernährten sich von der Landwirtschaft, die Felder befanden sich an den Hängen und auf der Hochebene über dem Tal. Der Besitzer des Gutes Swojanow, Karl Vincenz von Salm-Neuburg, verkaufte 1780 den Unteren Hof (Nr. 7) für 500 Gulden an den örtlichen Müller Josef Gerischer, der ihn bereits zwei Jahre später aus gesundheitlichen Gründen an Johann Wenzel Gracias aus Brünnlitz veräußerte. Besitzer der Nr. 10 war die Grundherrschaft, die dort eine Graphitwarenfabrik betrieb. Im Jahre 1789 gab es 13 Anwesen in Pržedmiesti. Johann Wenzel Gracias teilte den Unteren Hof 1790 unter seinen beiden Söhnen auf; dabei erhielt ein Anteil des Hofes die Nr. 17 und wurde fortan als Oberer Hof bezeichnet. Beide Teile des ehemaligen Hofes befinden sich seitdem ununterbrochen im Besitz der Familie Gracias.
Nachdem zu Beginn des 19. Jahrhunderts in der Umgebung von Hutě bis zu zwölf Meter mächtige Graphitlager entdeckt worden waren, verlagerte der Grundherr Martin Dlouhý, ein Bürger aus Politschka, die Graphitwarenfabrik auf die Burg Svojanov.  Das Gebäude der Graphitwarenfabrik wurde zum Hegerhaus umgebaut. Auf dem Damm des Teiches wurde eine größere Graphitaufbereitung angelegt. Teil dieses Gebäudekomplexes war auch eine Walke (Valcha), die die Konskriptionsnummer 16 erhielt. Als erste Bewohner der Walke sind 1810 der aus Politschka stammende Bleicher Anton Riesner und dessen Frau Marianne, geborene Brautengel, nachweislich. Nachdem Martin Dlouhý im Jahre 1819 unweit seiner Graphitstampfe verstorben war, erwarb Franz Heißig das Gut Swojanow. Ab 1820 war die Familie von Stillfried und Rathenitz Besitzer des Gutes. Rüdiger von Stillfried und Rathenitz errichtete im Jahre 1820 auf der Burg Svojanov eine k.k. privilegierte Graphitgeschirr- und Öfenfabrik. Hauptsächlich wurde der Graphit bei Hutě abgebaut, aber auch bei Jobova Lhota und Dolní Lhota wurden einige kleine Graphitbergwerke betrieben. Nach dem Tode des Rüdiger von Stillfried und Rathenitz verkauften Anna und Agatha von Stillfried und Rathenitz das Gut 1833 an Fabian und Magdalena Neswadba.
Im Jahre 1835 bestand das im Chrudimer Kreis gelegene Dorf Předmiestj aus 21 Häusern mit 143 tschechischsprachigen Einwohnern. Im Ort gab es einen emphyteutisierten Meierhof, eine Leinwand- und Garnbleiche, ein Jägerhaus und eine Graphitstampfe. Abseits – im Tal Richtung Swojanow – lag eine Mühle mit Brettsäge. Pfarr-, Schul- und Amtsort war Swojanow. Die Graphitgeschirr- und Öfenfabrik auf der Burg Swojanow stellte 1842 ihren Betrieb ein. Weiterbetrieben wurde durch den neuen Grundherrn Josef Christen das Graphitwerk Předmesti. Bis zur Mitte des 19. Jahrhunderts blieb Předmiestj dem Allodialgut Swojanow untertänig.
Nach der Aufhebung der Patrimonialherrschaften bildete Předměstí / Przedmiesti ab 1849 einen Ortsteil der Marktgemeinde Svojanov / Swojanow im Gerichtsbezirk Polička. Ab 1868 gehörte Předměstí zum Bezirk Polička. 1869 hatte Předměstí 219 Einwohner und bestand aus 30 Häusern. In den 1870er Jahren löste sich Předměstí von Svojanov los und bildete mit den Ortsteilen Dolní Lhota, Hutě, Jobova Lhota und Studenec eine eigene Gemeinde. Nach der Stilllegung des Graphitwerkes wurde dessen Gebäude zum Hegerhaus umgebaut. Von der Familie Riesner ging die Bleiche an die aus Oskau stammende Bleicherfamilie Lichtblau über; die in der zweiten Generation ihr Gewerbe von der Bleicherei in die Schindelherstellung änderte. Der Teich erhielt danach seinen heutigen Namen Šindelka. Im Jahre 1900 lebten in Předměstí 241 Personen, 1910 waren es 229. Von der Landwirtschaft lebten sieben Familien, die übrigen waren hauptsächlich Weber. Zu Beginn des 20. Jahrhunderts – wahrscheinlich zeitnah mit dem 1910 erfolgten Kauf der Burg Svojanov – erwarb die Stadt Polička auch die Schindlerei Lichtblau. Die Freiwillige Feuerwehr wurde 1908 gegründet; 1912 ließ die Gemeinde ein Spritzenhaus errichten. Während des Ersten Weltkrieges fielen 18 Männer. Nach dem Krieg zerfiel der Vielvölkerstaat Österreich-Ungarn, die Gemeinde wurde 1918 Teil der neu gebildeten Tschechoslowakischen Republik. Beim Zensus von 1921 lebten in den 123 Häusern der Gemeinde 676 Personen, davon 667 Tschechen. Das Dorf Předměstí bestand aus 37 Häusern und hatte 190 Einwohner. 1930 lebten in den 39 Häusern von Předměstí 198 Menschen. Die Gebäude der Schindlerei und der ehemaligen Graphitstampfe wurden im September 1936 bei einem Großbrand zerstört und nicht wieder aufgebaut. Von 1939 bis 1945 gehörte Předměstí zum Protektorat Böhmen und Mähren; in dieser Zeit wurde der eingedeutschte Name Vorstädtel eingeführt. 1950 lebten nur noch 113 Personen in Předměstí. Im Zuge der Gebietsreform von 1960 erfolgte die Aufhebung des Okres Polička; Předměstí wurde dabei dem Okres Svitavy zugeordnet. Zugleich wurde der Ortsteil Jobova Lhota aus der Gemeinde und dem Katastralbezirk Předměstí ausgegliedert und der Gemeinde Kněževes im mährischen Okres Blansko zugewiesen. In den sechs Jahrzehnten nach 1912 stagnierte der weitere Ortsausbau; lediglich in den 1960er Jahren wurden vier neue Häuser errichtet. Zum 1. April 1976 wurde Předměstí mit den Ortsteilen Dolní Lhota, Hutě und Studenec nach Svojanov eingemeindet. Beim Zensus von 2001 lebten in den 44 Häusern von Předměstí 65 Personen.

## Ortsgliederung
Zu Předměstí gehören die Ansiedlungen Na Kopci und Na Rožince.
Der Katastralbezirk Předměstí umfasst die Ortsteile Dolní Lhota (Unter-Lhota), Hutě (Hutti), Předměstí und Studenec (Studenetz).

## Sehenswürdigkeiten
- Wallfahrtsort Majdalenka der hl. Maria Magdalena, westlich über dem Tal an der Gemarkungsgrenze zu Hlásnice
- Vom Bach Žlebský potok durchflossener felsiger Grund Žleby bei Na Rožince. Von der Majdalenka fließen zwei eisen- und schwefelhaltige Heilbrunnen, die früher zu Badezwecken benutzt wurden, dem Grund zu. Der Felsen „Kazatelna“ diente Böhmischen und Mährischen Brüdern als verborgener Ort für Predigten.
- Teich Šindelka, auch Petrův rybník genannt.
- Ehemalige Richta (Haus Nr. 1 in Na Rožince), am Giebel befindet sich die Jahreszahl MDCCLXXXXI.
- Mehrere Chaluppen mit Blockstube
- Steinernes Kreuz vor dem Haus Nr. 17
- Ehemalige Wassermühle (Nr. 8), erhalten sind zwei Francis-Turbinen des Firma Prokop aus Pardubice, die in den 1930er Jahren das große Wasserrad ersetzten. Das zugehörige Sägewerk brannte 1974 ab.